# (2522) Triglav
(2522) Triglav (1980 PP) – planetoida z pasa głównego asteroid okrążająca Słońce w ciągu 5,24 lat w średniej odległości 3,02 j.a. Odkryta 6 sierpnia 1980 roku.